# Танго (мультфільм, 1980)
«Танго» (пол. Tango) — польський авангардний анімаційний фільм, знятий у 1980 році на студії Се-ма-фор режисера Збігнева Рибчинського. Кінострічка стала великим успіхом для польської анімації, вона отримала перший «Оскар» за польський анімаційний фільм.

## Сюжет
Ідея фільму дуже проста — заповнити екран великою кількістю персонажів, які виконують циклічні дії. Глядач на екрані бачить три стіни — ніби декорації на сцені театру. Нерухома камера фільмує все, що відбувається в невеликій кімнатці з трьома дверима, вікном, книжковою шафою, дитячим ліжечком, диваном, столом і трьома табуретками. До кімнатки послідовно заходять і виходять дійові особи:
- хлопчик, що залізає через вікно за м'ячем, який він кинув сюди раніше,
- матір, яка годує груддю і вкладає свою дитину на ліжечко,
- злодій, який краде пакунок, залишений на полиці,
- чоловік, який залишає інший пакет замість вкраденого,
- дівчина робить домашні завдання і кидає через вікно паперовий літачок,
- жінка ставить тарілку з супом на стіл,
- чоловік у футболці, який їсть залишений суп,
- молода людина, яка робить зарядку,
- жінка з пакунками,
- чоловік намагається замінити лампочку і падає зі столу,
- жінка потрошить рибу,
- оголена жінка одягається,
- чоловік із широкою бляшаною трубою та старим унітазом (виносить сміття),
- міліціонер, одягає форму,
- прибиральниця зі щіткою, загорнутою в ганчірку, бере квіти, принесені гістьми,
- п'яний чоловік із закривавленим чолом, п'є з пляшки горілку,
- чоловік з жінкою, що несе троянди й бере дитину з ліжечка (гості),
- закохана пара на дивані,
- мати, що переодягає дитину,
- чоловік у халаті, який читає газету за столом,
- літній чоловік у капелюсі, що дресирує собаку,
- стара жінка в чорному, яку болить голова, лягає на диван.

Кожен персонаж виконує призначену йому дію і виходить, щоб негайно повернутися і повторити цикл. Кульмінацією на екрані є момент, коли в кімнатці перебувають відразу 26 персонажів, які не помічають один одного і не заважають один одному. Коли кімната поступово порожніє, в ній залишаються лише стара жінка на дивані та залишений хлопчиком м'яч. Стара жінка встає, бере м'яч і виходить із кімнати.

## Навколо фільму
- Через складний процес фільмування праця над 8-ми хвилинною кінострічкою тривала майже рік.
- Фільм створює враження, що він зроблений за допомогою комп'ютера і точних математичних розрахунків. Насправді ж це цілком робота рук автора. Послідовності екранних зображень фотографувалися кадр за кадром, вирізалися і накладалися.
- В 1986 році режисер фільму Збігнев Рибчинський був творцем відомого кліпу «Уявіть» (Imagine) Джона Леннона.[2]
- 11 квітня 1983 року стало пам'ятним днем для Збігнева Рибчинського з двох причин: він був першим поляком, який був нагороджений премією «Оскар» за найкращий анімаційний короткометражний фільм, але того ж вечора його заарештували. Одержавши нагороду, він одягнений у костюм і кросівки, виступив з короткою промовою. Після цього він, щоб охолодитися від емоцій вийшов за сигаретами. Та коли він повертався до зали, охороні здалися підозрілими його кросівки і вони його не пропускали. Рибчинський даремно намагався пояснити хто він такий, але англійської він не знав, а тому намагався кулаками прокласти собі дорогу. На нього швидко надягли наручники, заштовхали у поліцейську машину та відвезли до відділення поліції. Наступного дня вся Америка знала його зі заголовків газет, і перед відділенням поліції його зустрічав натовп фотожурналістів.[1]

## Нагороди
- 1981 Міжнародний фестиваль анімаційних фільмів в Ансі
  - Гран-прі — Збігнев Рибчинський
- 1981 Нагорода Краківського кінофестивалю (Польща):
  - приз «Бронзовий ляйконик» — Збігнев Рибчинський
- 1981 Нагороди Міжнародного кінофестивалю короткометражних фільмів в Обергаузені (Німеччина):
  - велика нагорода міста Оберхаузен — Збігнев Рибчинський
  - нагорода Міжнародної федерації кінопреси
  - нагорода кіноклубів FICC
  - відзнака євангельського журі
- 1982 Нагороди Міжнародного фестивалю анімації в Оттаві[en]:
  - приз глядацьких симпатій — Збігнев Рибчинський
  - рекомендація журі — Збігнев Рибчинський
- 1983 Премія «Оскар» Академії кінематографічних мистецтв і наук (США):
  - за найкращий анімаційний фільм — Збігнев Рибчинський[3]